# William Eaton (Langstreckenläufer)
William Eaton (William Edward „Bill“ Eaton; * 20. April 1909 in Salford; † 1. April 1938 ebd.) war ein britischer Langstreckenläufer.
Bei den Olympischen Spielen 1936 in Berlin kam er über 10.000 m nicht unter die ersten 20.
Beim Cross der Nationen gewann er 1935 Bronze und 1936 Gold. 
1936 wurde er Englischer Meister über zehn Meilen. 

## Persönliche Bestzeiten
- 6 Meilen: 29:51,4 min, 13. April 1936, Birmingham (ehemaliger britischer Rekord)
- 10.000 m: 31:27,0 min, 4. April 1936, London (Zwischenzeit)
- 10 Meilen: 50:30,8 min, 4. April 1936, London (ehemaliger britischer Rekord)